# 瑞典解放戰爭
瑞典解放戰爭，也被称为古斯塔夫瓦萨的叛乱和瑞典的分裂战争，是一场叛乱和内战，瑞典贵族古斯塔夫·瓦萨成功地废黜克里斯蒂安二世，導致卡爾馬聯合解體。此為世界軍事史上眾多稱為解放戰爭的其中一次。
1520年11月，卡爾馬聯合君主克里斯蒂安二世佔領斯德哥爾摩後，屠殺了上百個反對聯合的瑞典人，史稱斯德哥爾摩慘案。24歲的古斯塔夫·瓦薩逃出，但他的父親則被殺。1521年1月中，民眾在穆拉聚集，並推舉古斯塔夫·瓦薩為「達拉納和獨立瑞典國家首領」。他當時的16名衛士，後來演變成瑞典的斯韋阿近衛隊。
古斯塔夫·瓦薩率領的起義軍攻佔科珀爾貝里銅礦和韋斯特羅斯之後，有更多人加入軍隊，人數增至1000人。
古斯塔夫·特羅雷大主教率兵前往海爾辛蘭，但他的2000名騎兵剛遇上農民軍便望南而逃。1521年4月底前，古斯塔夫·瓦薩已控制了除了城堡以外的達拉納、耶斯特里克蘭、西曼蘭和內爾徹全境。
7月15日，國會於斯德哥爾摩舉行會議。古斯塔夫·埃里克松（瓦薩）獲准自由地前往斯德哥爾摩，他所做的一切事情也得到赦免。為了作出保證，特羅爾拘禁了斯卡拉主教迪德里克·斯拉格赫克（Didrik Slagheck），也承諾會給予古斯塔夫·埃里克松大量麥芽和蛇麻。不久，起義軍抵達斯德哥爾摩外圍的布魯克貝里（Brunkeberg），但無法攻佔該城。
1521年夏季，很多農民返回家鄉收割禾稼，故戰事十分平靜。先有投向丹麥的拉什·斯格松·斯巴爾（Lars Siggesson Sparre）議員，後來林雪平主教漢斯·布拉斯克（Hans Brask）和圖雷·延松（Ture Jönsson）議員都向古斯塔夫·埃克里松投誠。8月下旬，瓦斯泰納地方議會通過，承認古斯塔夫·埃克里松為約塔蘭和瑞典國家首領。同時，克里斯蒂安二世派置瑞典的政府組織離開。
冬季，斯特格堡的指揮官投降起義軍，古斯塔夫·埃克里松控制斯特格堡。然而，起義軍一直未能攻陷一些重要的堡壘，直至1522年呂貝克派遣戰船助攻後，才能把它們攻佔。1523年，起義軍佔領斯德哥爾摩（6月20日）、卡爾馬（7月7日）和芬蘭全境（10月）。
1523年6月6日，國會在斯特蘭奈斯選舉古斯塔夫·瓦薩為瑞典國王（1528年於烏普薩拉加冕），這天後來成為瑞典國慶日。6月23日，古斯塔夫·瓦薩和起義軍進入斯德哥爾摩。老斯騰·斯圖爾（Sten Sture den äldre）於50年前擔任執政官時成立的臨時國家委員會，也成為永久委員會。
1524年9月1日，瑞典和丹麥在馬爾默簽訂《馬爾默和約》，結束解放戰爭。